# Namoka
Namoka (auch: Namaka) ist ein Motu des Butaritari-Atolls der pazifischen Inselrepublik Kiribati.

## Geographie
Namoka ist eine winzige Riffinsel und eine der östlichsten Inseln im Butaritari-Atoll. Sie gehört zu einer kleinen Gruppe mit Ubantakoto, Natata, Kaionobi und weiteren winzigen Sandbänken, die die Nordostecke des Atolls bilden. In ca. 5 km Entfernung liegt im Norden die Insel Onne der Makin-Inselgruppe.